# Екимов, Леонид Александрович
Леонид Александрович Екимов (13 сентября 1987, Новодвинск, Архангельская область, СССР) — член сборной России по пулевой стрельбе из пистолета, заслуженный мастер спорта России.

## Биография
По словам самого спортсмена, знакомство со стрелковым спортом произошло в 1998 году, когда он вместе со своими друзьями пришёл в тир родного города для развлечения. Вскоре его друзья покинули секцию, а Леониду стрельба понравилась, к тому же тренер, Александр Поздеев, разглядел в 11-летнем мальчике хорошие способности.
В 2003 году Леонид Екимов вошёл в состав национальной сборной России по стрельбе.
В 2008 году в возрасте 20 лет Екимов принял участие в Олимпийских играх в Пекине в двух видах стрельбы: из пневматического и скорострельного пистолета, заняв пятое и четвёртое места соответственно. Несмотря на то, что в соревнованиях такого высокого класса Леонид выступал впервые, он рассчитывал на лучший результат и был разочарован, остановившись в шаге от медалей. Однако, во всех неудачах Леонид винит только себя:

 Усталость, психология — даже не знаю, все может быть. Отвлёкся, может, потерял концентрацию. Нет, погода, акклиматизация тут совершенно не при чём. Проиграл только сам. Скажем так: неправильно себя подвел к старту. Именно в процессе подготовки совершил ошибку. Если ещё точнее — сегодня утром. Не о том думал. Потому что к самой Олимпиаде я подготовился в целом неплохо. И рассчитывал на гораздо лучший результат. 
В 2012 году на Играх в Лондоне выступал в трёх видах стрельбы из пистолета, и во всех попал в 10-ку: восьмое место в стрельбе из скорострельного пистолета, восьмое место в финале в стрельбе из произвольного пистолета с 50 метров и 10-е место в стрельбе из пневматического пистолета.
На Играх 2016 года не выступал. На Играх 2020 года в Токио занял 11-е место в стрельбе из скорострельного пистолета.
Выступает за ЦСКА, имеет воинское звание лейтенант.

### Личная жизнь
Был женат на Дарье Вдовиной.
Женат на Веронике Екимовой, также являющейся МСМК по пулевой стрельбе (винтовка).
Воспитывает троих детей.

## Спортивные достижения
- В 2007 году:
  - серебряный призёр Кубка мира
  - чемпион Европы
- В 2008 году:
  - серебряный призёр Кубка мира (личный зачёт, пневматический пистолет, 10 м)[3]
  - чемпион Европы (личный зачёт, малокалиберный пистолет, 50 м)
  - чемпион Европы (командный зачёт)
  - серебряный призёр чемпионата Европы (командный зачёт)[4]
  - чемпион России (личный зачёт, малокалиберный пистолет, 50 м)
  - чемпион России (личный зачёт, малокалиберный пистолет, 25 м)[5]
  - победитель открытого Кубка России (личный зачёт, скорострельная стрельба из стандартного пистолета, 25 м)
  - бронзовый призёр открытого Кубка России[6]
- В 2009 году:
  - победитель первого этапа Кубка мира (личный зачёт, пневматический пистолет, 10 м)[7]
  - чемпион Европы (командный зачёт, произвольный пистолет, 50 м)[8]
  - победитель открытого Кубка России (личный зачёт, произвольный пистолет, 50 м)[9]